# Suwanee (Georgia)
Suwanee ist eine Stadt im US-Bundesstaat Georgia, deren Areal sich auf die drei Countys Gwinnett, Forsyth und Fulton erstreckt.
Das U.S. Census Bureau ermittelte bei der Volkszählung 2020 eine Einwohnerzahl von 20.786.

## Geographie
Suwanee liegt etwa 32 Kilometer nördlich von Atlanta. Zu erreichen ist die Stadt über die Interstate 85 oder den Peachtree Highway.

## Demografie
Die Stadt, die eine Fläche von 25,6 km² aufweist, hatte nach der Volkszählung des Jahres 2000 eine Bevölkerungsanzahl von 8.725. Allerdings wird eine starke Tendenz zur Zuwanderung bemerkt, da man 2005 bereits eine Dunkelziffer von 12.553 Einwohnern prognostizierte.
35,6 % der Einwohner sind 24 Jahre alt oder jünger, nur 4,3 % hingegen sind älter als 64 Jahre alt; der Altersdurchschnitt liegt bei 34 Jahren. 84,5 % der Einwohner haben eine weiße Hautfarbe, an zweiter Stelle stehen Asiaten mit 6,8 %, gefolgt von den Afroamerikanern mit 6,4 %. Den Rest nehmen Einwohner anderer ethnischer Volksgruppen ein.
Nur 2,2 % aller Einwohner von Suwanee leben unter der Armutsgrenze, das Jahresdurchschnittseinkommen eines der 2.947 Haushalte beträgt USD 84.038.

## Erziehung
Suwanee hat sieben Volksschulen, eine Mittelschule und drei Highschools.

## Sport
Zwischen 1979 und 2001 war Suwanee Heimat der Atlanta Falcons, eines American-Football-Teams.

## Persönlichkeiten
- Tyler Carter (* 1991), Rockmusiker
- C. J. Uzomah (* 1993), American-Football-Spieler